# 布列塔尼公爵城堡
布列塔尼公爵城堡（法語：Château des ducs de Bretagne）是一座大型法式城堡，位于法国大西洋卢瓦尔省城市南特，南特在历史上一直是布列塔尼的首府，直到1941年脱离。城堡位于卢瓦尔河右岸。

## 歷史
在13世纪到16世纪，这里是布列塔尼公爵的府邸，后来成为法国君主在布列塔尼的住所。
1862年，该城堡被法国文化部列为历史古迹。今天，城堡设有南特历史博物馆。
20世纪90年代开始，南特进行了大规模的重建和维修工程，以恢复南特和布列塔尼历史上昔日的辉煌。在15年的建造和3年关闭之后，2007年2月9日重新开放，现在是一个热门的旅游景点。
修复的大厦包括新的南特历史博物馆，设在城堡的32号房间。 

## 展覽
- 17世纪的城堡，南特和布列塔尼
- 南特，河流和海洋的女儿
- 18世纪的商业和黑金
- 革命中的南特
- 殖民地和工业港（1815年至1940年）

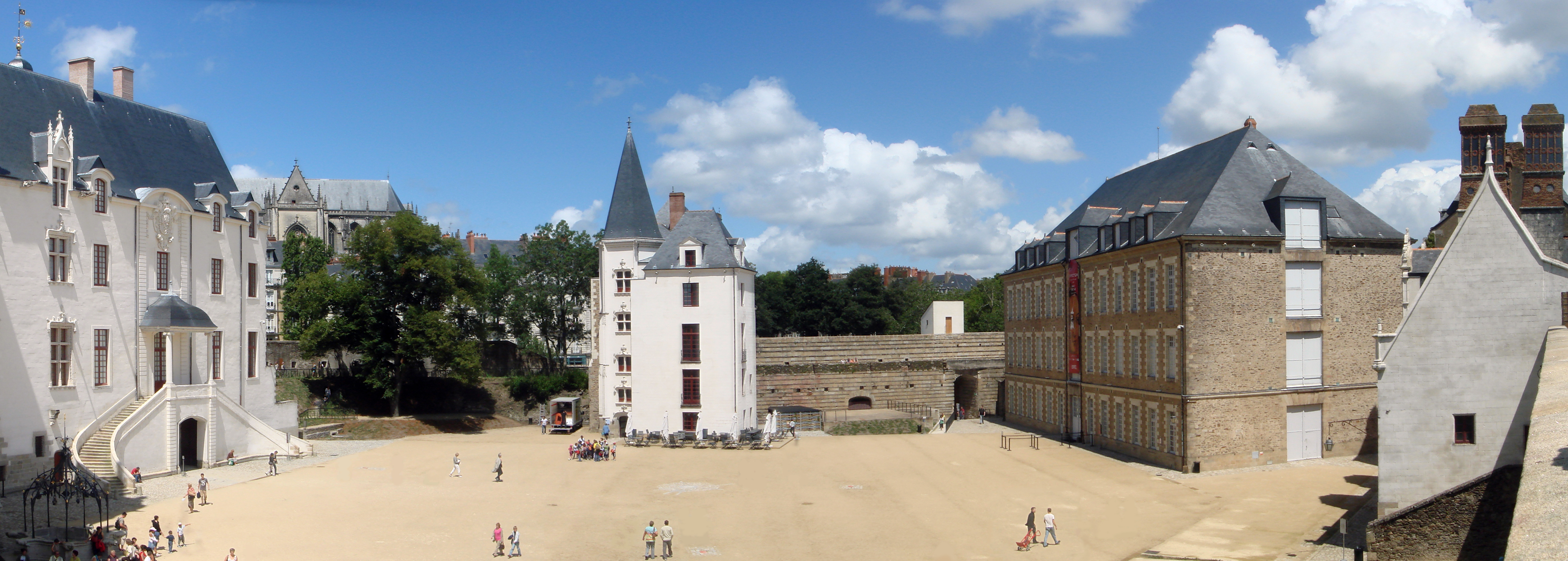
城堡的庭院

- 一个新城市的成形（1840年至1990年）
- 伟大的大西洋城，今天和明天